# Episodi di Falcon Crest (sesta stagione)
La sesta stagione della serie televisiva Falcon Crest, composta da 28 episodi, è stata trasmessa negli Stati Uniti per la prima volta dalla CBS dal 3 ottobre 1986 al 15 maggio 1987, posizionandosi al 23º posto nei rating Nielsen di fine anno con il 17,3% di penetrazione e con una media superiore ai 15 milioni di spettatori.
In Italia, questa stagione è andata in onda nel 1992 su Rete 4.
Il cast regolare di questa stagione è formato da: Jane Wyman (Angela Channing), Robert Foxworth (Chase Gioberti), Susan Sullivan (Maggie Gioberti), Lorenzo Lamas (Lance Cumson), David Selby (Richard Channing), Ana Alicia (Melissa Agretti Cumson), William R. Moses (Cole Gioberti), Brett Cullen (Dan Fixx), Margaret Ladd (Emma Channing), John Callahan (Eric Stavros), Dana Sparks (Vickie Gioberti), Cesar Romero (Peter Stavros), Jane Badler (Meredith Braxton)
| nº | Titolo originale      | Titolo italiano     | Prima TV USA     | Prima TV Italia |
| -- | --------------------- | ------------------- | ---------------- | --------------- |
| 1  | Aftershocks           | Dopo il terremoto   | 3 ottobre 1986   | 6 luglio 1992   |
| 2  | Living Nightmare      |                     | 10 ottobre 1986  | 7 luglio 1992   |
| 3  | The Stranger Within   | Estraneo in casa    | 17 ottobre 1986  | 8 luglio 1992   |
| 4  | Fatal Attraction      |                     | 24 ottobre 1986  | 9 luglio 1992   |
| 5  | Perilous Charm        |                     | 31 ottobre 1986  | 10 luglio 1992  |
| 6  | Flashpoint            | La scintilla        | 7 novembre 1986  | 11 luglio 1992  |
| 7  | Double Jeopardy       | Doppio rischio      | 14 novembre 1986 | 13 luglio 1992  |
| 8  | Nepotism              | Nepotismo           | 21 novembre 1986 | 14 luglio 1992  |
| 9  | Slow Seduction        | Tenera seduzione    | 28 novembre 1986 | 15 luglio 1992  |
| 10 | Maggie                | La scelta di Maggie | 5 dicembre 1986  | 16 luglio 1992  |
| 11 | Hot Spots             | Affari che scottano | 12 dicembre 1986 | 17 luglio 1992  |
| 12 | False Point           | Falsa identità      | 19 dicembre 1986 | 18 luglio 1992  |
| 13 | Missed Connections    | Contatti mancanti   | 2 gennaio 1987   | 20 luglio 1992  |
| 14 | Dark Passion          | Oscura passione     | 9 gennaio 1987   | 21 luglio 1992  |
| 15 | When the Bough Breaks | Aloha               | 16 gennaio 1987  | 22 luglio 1992  |
| 16 | The Cradle Will Fall  | La culla cadrà      | 30 gennaio 1987  | 23 luglio 1992  |
| 17 | Topspin               | Scambio di potere   | 6 febbraio 1987  | 24 luglio 1992  |
| 18 | A Piece of Work       | Un lavoro a cottimo | 13 febbraio 1987 | 25 luglio 1992  |
| 19 | Dance of Deception    | Test di paternità   | 20 febbraio 1987 | 27 luglio 1992  |
| 20 | Hat Trick             | L'altra verità      | 27 febbraio 1987 | 28 luglio 1992  |
| 21 | Battle Lines          | Origine controllata | 6 marzo 1987     | 29 luglio 1992  |
| 22 | Nowhere to Run        | Festa a sorpresa    | 13 marzo 1987    | 30 luglio 1992  |
| 23 | Cold Hands            | Scambio di potere   | 27 marzo 1987    | 31 luglio 1992  |
| 24 | Body and Soul         | Anima e corpo       | 10 aprile 1987   | 1º agosto 1992  |
| 25 | Loose Cannons         |                     | 17 aprile 1987   |                 |
| 26 | The Great Karlotti    |                     | 1º maggio 1987   |                 |
| 27 | Chain Reaction        |                     | 8 maggio 1987    |                 |
| 28 | Desperation           |                     | 15 maggio 1987   |                 |